# کینتو موسوکه
کینتو موسوکه (انگلیسی: Kintu Musoke؛ زادهٔ ۵ اوت ۱۹۳۸) سیاست‌مدار اهل اوگاندا است. وی از ۱۸ نوامبر ۱۹۹۴ تا ۵ آوریل ۱۹۹۹ نخست‌وزیر این کشور بود.